# Международная классификация тюльпанов
Междунаро́дная классифика́ция тюльпа́нов — международно признанная схема классификации культивируемых видов, форм и сортов тюльпанов, впервые разработанная британскими цветоводами во время Первой мировой войны. Нерегулярно проводимые пересмотры классификации отражают изменения мирового фонда культиваров, выращиваемых в коммерческих хозяйствах. Действующая классификация утверждена голландской Королевской ассоциацией по луковичным культурам в 1996 году и в целом повторяет систему 1981 года. Все культивары, в зависимости от их происхождения и морфологических признаков, важнейшими из которых являются период цветения, форма цветка и высота цветоноса, делятся на пятнадцать классов одного ранга. Одни классы (например, Дарвиновы гибриды, тюльпаны Кауфмана) имеют чётко очерченные границы и достоверно известное происхождение, другие (простые ранние, другие виды и разновидности) объединяют множества генетически и морфологически разнородных культиваров. Шестнадцатый класс, короновидные тюльпаны, был учреждён весной 2018 года.
В справочниках и реестрах сортов классы указывается либо словесно, либо арабскими цифрами от 1 до 15, либо латинскими аббревиатурами английских или голландских названий.

## Историческая справка
| Основные редакции классификации (1915—1996) | Основные редакции классификации (1915—1996) | Основные редакции классификации (1915—1996) | Основные редакции классификации (1915—1996) | Основные редакции классификации (1915—1996) | Основные редакции классификации (1915—1996) | Основные редакции классификации (1915—1996) | Основные редакции классификации (1915—1996)            | Основные редакции классификации (1915—1996)            | Основные редакции классификации (1915—1996) | Основные редакции классификации (1915—1996) |
| Раздел классификации                        | 1915                                        | 1939                                        | 1952                                        | 1960                                        | 1965                                        | 1969                                        | 1981                                                   | 1996                                                   | 2013—2014                                   | 2013—2014                                   |
| Раздел классификации                        | 1915                                        | 1939                                        | 1952                                        | 1960                                        | 1965                                        | 1969                                        | 1981                                                   | 1996                                                   | сортов                                      | га                                          |
| ------------------------------------------- | ------------------------------------------- | ------------------------------------------- | ------------------------------------------- | ------------------------------------------- | ------------------------------------------- | ------------------------------------------- | ------------------------------------------------------ | ------------------------------------------------------ | ------------------------------------------- | ------------------------------------------- |
| I. Раннецветущие тюльпаны                   | Дюк ван Толь                                | Дюк ван Толь                                | Дюк ван Толь                                | Дюк ван Толь                                | Дюк ван Толь                                | Простые ранние                              | 1. Простые ранние                                      | 1. Простые ранние                                      | 52                                          | 806                                         |
| I. Раннецветущие тюльпаны                   | Простые ранние                              |                                             |                                             |                                             |                                             | Простые ранние                              | 1. Простые ранние                                      | 1. Простые ранние                                      | 52                                          | 806                                         |
| I. Раннецветущие тюльпаны                   | Махровые ранние                             | Махровые ранние                             | Махровые ранние                             | Махровые ранние                             | Махровые ранние                             | Махровые ранние                             | 2. Махровые ранние                                     | 2. Махровые ранние                                     | 111                                         | 787                                         |
| II. Среднецветущие тюльпаны                 |                                             | Менделевы тюльпаны                          | Менделевы тюльпаны                          | Менделевы тюльпаны                          | Менделевы тюльпаны                          | Менделевы тюльпаны                          | разделены между Простыми ранними и Триумф              | разделены между Простыми ранними и Триумф              | разделены между Простыми ранними и Триумф   | разделены между Простыми ранними и Триумф   |
| II. Среднецветущие тюльпаны                 |                                             | Триумф                                      | Триумф                                      | Триумф                                      | Триумф                                      | Триумф                                      | 3. Триумф                                              | 3. Триумф                                              | 761                                         | 6134                                        |
| II. Среднецветущие тюльпаны                 |                                             |                                             |                                             | Дарвиновы гибриды                           | Дарвиновы гибриды                           | Дарвиновы гибриды                           | 4. Дарвиновы гибриды                                   | 4. Дарвиновы гибриды                                   | 109                                         | 748                                         |
| III. Поздноцветущие тюльпаны                | Дарвиновы тюльпаны                          | Дарвиновы тюльпаны                          | Дарвиновы тюльпаны                          | Дарвиновы тюльпаны                          | Дарвиновы тюльпаны                          | Дарвиновы тюльпаны                          | 5. Простые поздние                                     | 5. Простые поздние                                     | 87                                          | 224                                         |
| III. Поздноцветущие тюльпаны                | Английские бридеры                          | Английские бридеры                          | Бридеры и старые английские сорта           | Бридеры и старые английские сорта           | Бридеры и старые английские сорта           | Коттедж                                     | 5. Простые поздние                                     | 5. Простые поздние                                     | 87                                          | 224                                         |
| III. Поздноцветущие тюльпаны                | Голландские бридеры                         |                                             | Бридеры и старые английские сорта           | Бридеры и старые английские сорта           | Бридеры и старые английские сорта           | Коттедж                                     | 5. Простые поздние                                     | 5. Простые поздние                                     | 87                                          | 224                                         |
| III. Поздноцветущие тюльпаны                | Коттедж                                     |                                             |                                             |                                             |                                             | Коттедж                                     | 5. Простые поздние                                     | 5. Простые поздние                                     | 87                                          | 224                                         |
| III. Поздноцветущие тюльпаны                |                                             |                                             |                                             |                                             | Лилиецветные                                | Лилиецветные                                | 6. Лилиецветные                                        | 6. Лилиецветные                                        | 83                                          | 121                                         |
| III. Поздноцветущие тюльпаны                |                                             |                                             |                                             |                                             |                                             |                                             | 7. Бахромчатые                                         | 7. Бахромчатые                                         | 133                                         | 188                                         |
| III. Поздноцветущие тюльпаны                |                                             |                                             |                                             |                                             |                                             |                                             | 8. Зеленоцветковые                                     | 8. Зеленоцветковые                                     | 21                                          | 35                                          |
| III. Поздноцветущие тюльпаны                | Рембрандт (пёстрые Дарвиновы тюльпаны)      | Рембрандт (пёстрые Дарвиновы тюльпаны)      | Рембрандт (пёстрые Дарвиновы тюльпаны)      | Рембрандт (пёстрые Дарвиновы тюльпаны)      | Рембрандт (пёстрые Дарвиновы тюльпаны)      | Рембрандт                                   | 9. Рембрандт Класс фактически прекратил существование. | 9. Рембрандт Класс фактически прекратил существование. | 0                                           | 0                                           |
| III. Поздноцветущие тюльпаны                | Пёстрые Английские бридеры                  | Пёстрые Английские бридеры                  | Бизарры                                     | Бизарры                                     | Бизарры                                     | Рембрандт                                   | 9. Рембрандт Класс фактически прекратил существование. | 9. Рембрандт Класс фактически прекратил существование. | 0                                           | 0                                           |
| III. Поздноцветущие тюльпаны                | Пёстрые Голландские бридеры                 | Пёстрые Голландские бридеры                 | Библоэмены                                  | Библоэмены                                  | Библоэмены                                  | Рембрандт                                   | 9. Рембрандт Класс фактически прекратил существование. | 9. Рембрандт Класс фактически прекратил существование. | 0                                           | 0                                           |
| III. Поздноцветущие тюльпаны                | Пёстрые Коттедж                             |                                             |                                             |                                             |                                             |                                             |                                                        |                                                        |                                             |                                             |
| III. Поздноцветущие тюльпаны                | Попугайные                                  | Попугайные                                  | Попугайные                                  | Попугайные                                  | Попугайные                                  | Попугайные                                  | 10. Попугайные                                         | 10. Попугайные                                         | 90                                          | 281                                         |
| III. Поздноцветущие тюльпаны                | Махровые поздние (пионовидные)              | Махровые поздние (пионовидные)              | Махровые поздние (пионовидные)              | Махровые поздние (пионовидные)              | Махровые поздние (пионовидные)              | Махровые поздние (пионовидные)              | 11. Махровые поздние                                   | 11. Махровые поздние                                   | 121                                         | 296                                         |
| IV. Другие виды, их разновидности и гибриды | Видовые тюльпаны                            | Видовые тюльпаны и их ближайшие гибриды     | Видовые тюльпаны и их ближайшие гибриды     | Тюльпаны Кауфмана                           | Тюльпаны Кауфмана                           | Тюльпаны Кауфмана                           | 12. Тюльпаны Кауфмана                                  | 12. Тюльпаны Кауфмана                                  | 24                                          | 44                                          |
| IV. Другие виды, их разновидности и гибриды | Видовые тюльпаны                            | Видовые тюльпаны и их ближайшие гибриды     | Видовые тюльпаны и их ближайшие гибриды     | Тюльпаны Фостера                            | Тюльпаны Фостера                            | Тюльпаны Фостера                            | 13. Тюльпаны Фостера                                   | 13. Тюльпаны Фостера                                   | 42                                          | 92                                          |
| IV. Другие виды, их разновидности и гибриды | Видовые тюльпаны                            | Видовые тюльпаны и их ближайшие гибриды     | Видовые тюльпаны и их ближайшие гибриды     | Тюльпаны Грейга                             | Тюльпаны Грейга                             | Тюльпаны Грейга                             | 14. Тюльпаны Грейга                                    | 14. Тюльпаны Грейга                                    | 97                                          | 105                                         |
| IV. Другие виды, их разновидности и гибриды | Видовые тюльпаны                            | Видовые тюльпаны и их ближайшие гибриды     | Видовые тюльпаны и их ближайшие гибриды     | Тюльпаны Баталина                           | Тюльпаны Баталина                           | Другие виды, их разновидности и гибриды     | 15. Другие виды, их разновидности и гибриды            | 15. Другие виды, их разновидности и гибриды            | 65                                          | 58                                          |
| IV. Другие виды, их разновидности и гибриды | Видовые тюльпаны                            | Видовые тюльпаны и их ближайшие гибриды     | Видовые тюльпаны и их ближайшие гибриды     | Тюльпаны Тубергена                          |                                             | Другие виды, их разновидности и гибриды     | 15. Другие виды, их разновидности и гибриды            | 15. Другие виды, их разновидности и гибриды            | 65                                          | 58                                          |
| IV. Другие виды, их разновидности и гибриды | Видовые тюльпаны                            | Видовые тюльпаны и их ближайшие гибриды     | Видовые тюльпаны и их ближайшие гибриды     | Тюльпаны Эйхлера                            |                                             | Другие виды, их разновидности и гибриды     | 15. Другие виды, их разновидности и гибриды            | 15. Другие виды, их разновидности и гибриды            | 65                                          | 58                                          |
| IV. Другие виды, их разновидности и гибриды | Видовые тюльпаны                            | Видовые тюльпаны и их ближайшие гибриды     | Видовые тюльпаны и их ближайшие гибриды     | Другие виды и их гибриды                    |                                             | Другие виды, их разновидности и гибриды     | 15. Другие виды, их разновидности и гибриды            | 15. Другие виды, их разновидности и гибриды            | 65                                          | 58                                          |
| Всего сортов                                | 800                                         | ок.3800                                     | 5544                                        | 3454                                        | 3359                                        | 3168                                        | 2140                                                   |                                                        | 1796                                        | 9988                                        |

В начале XX века не существовало ни общепринятой классификации тюльпанов, ни единого реестра сортов, ни независимых сортоиспытательных учреждений. Номенклатура сортов тюльпанов пребывала в хаосе. Особенно много синонимов и сомнительных культиваров было среди тюльпанов Коттедж и новейших в то время Дарвиновых тюльпанов. В 1913 году британские и голландские цветоводы объединились для решения проблем классификации и синонимов и заложили в Уизли, в садах Королевского садоводческого общества, обширные сортоиспытательные поля. В рамках этой программы, не прекращавшейся в ходе Первой мировой войны, англичане испытали около 800 сортов. В 1914—1915 годах они составили предварительную схему классификации сортов на 14 групп или классов; в 1917 году к ней присоединились голландцы. В основе этой классификации — предложенное ещё Клузиусом деление тюльпанов по срокам цветения на ранние и поздние («майские»); внутри этих разделов одни классы были выделены по происхождению (Дарвиновы тюльпаны, Английские бридеры, Голландские бридеры), другие — по морфологическим признакам (простые, махровые, попугайные); четыре класса отводились пёстрым тюльпанам — потомкам обычных, одноцветных тюльпанов, заражённых вирусом пестролепестности.
В 1920-е годы на рынке появились две новые, быстро растущие, генетически однородные группы сортов — Менделевы тюльпаны и тюльпаны Триумф. В 1929 году англо-голландский комитет по номенклатуре тюльпанов принял решение включить эти группы в схему классификации в ранге отдельных классов, но не раньше, чем будут проведены испытания новых сортов. Испытания 1931—1932 годов показали, что среди этих сортов было много похожих, а иногда и вовсе идентичных культиваров, поэтому публикацию нового реестра и новой классификации отложили до завершения полномасштабной чистки сортов. Эта публикация состоялась лишь в 1939 году; в реестр сортов тогда вошло 3800 сортов, упорядоченных в 16 классов. Не меняя радикально четырнадцати классов редакции 1914 года, комитет добавил к ним Менделевы тюльпаны (214 сортов) и тюльпаны Триумф (209 сортов) и отказался вводить класс лилиецветных тюльпанов. Та же схема повторилась и в реестре 1952 года, в который вошло 5544 сорта, в том числе 1240 Дарвиновых тюльпанов, 518 тюльпанов Триумф и 497 Простых ранних. Двенадцать из четырнадцати классов редакции 1914—1915 годов и 14 из 16 классов редакции 1939 и 1952 годов относились к виду Тюльпан Геснера; точнее, в понимании современных ботаников, именно совокупность старых садовых сортов и образует этот вид, неизвестный в природе. Такие виды, как Тюльпан Кауфмана, Тюльпан Грейга, Тюльпан превосходящий и т. п. появились в цветоводческих хозяйствах ещё в конце XIX века, но в широкую практику не вошли и потому объединялись в класс 16 «Прочие виды и их ближайшие гибриды», или «Ботанические тюльпаны». Реестр 1952 года стал последним из выпущенных в Лондоне; начиная с издания 1958 года реестры сортов издаются в Нидерландах Королевской ассоциацией по луковичным культурам на английском языке.
В 1940-е годы в селекции произошла революция: во-первых, в широкую практику вошли сорта раннецветущих среднеазиатских тюльпанов Кауфмана, Фостера и особенно тюльпана Грейга. В 1952 году они составляли 3 % мирового фонда сортов, в 1966 году уже 14 %. Во-вторых, селекционер Дирк Лефебер вывел первые сорта Дарвиновых гибридов — крупных, раннецветущих и пригодных к выгонке гибридов дарвиновых тюльпанов с тюльпаном Фостера. В редакции 1960 года они были впервые выделены в отдельный класс; кроме того, были введены шесть видовых классов — тюльпаны Баталина, Грейга, Кауфмана, Тубергена и Эйхлера, а в 1965 году из класса Коттедж были наконец-то выделены в отдельный класс лилиецветные тюльпаны. Количество классов достигло исторического максимума в 23 класса, условно сгруппированых в четыре раздела — раннецветущие, среднецветущие, позднецветущие и видовые тюльпаны.
С появлением Дарвиновых гибридов и новейших сортов группы Триумф популярность старых сортов резко упала, они исчезли из коммерческих хозяйств и были один за другим безвозвратно утрачены. Особенно быстро — с 628 сортов в 1952 году до 152 сортов в 1965 году — сократилась численность пестролепестных сортов: цветоводы массово отказывались от их разведения, угрожавшего товарным плантациям одноцветных сортов. Вслед за рембрандтами угасли и старые сорта бридеров, и относительно новые Менделевы тюльпаны. Новейшие же тюльпаны Баталина, Тубергена и Эйхлера, неустойчивые в культуре открытого грунта, в хозяйствах не прижились. В 1969 году классификация была радикально усечена: классы Дюк ван Толь, все классы бридеров, классы тюльпанов Баталина, Тубергена и Эйхлера прекратили существование. Тюльпаны Дюк ван Толь были включены в класс Простых ранних, а все сохранившиеся пестролепестные сорта объединены в класс Рембрандт (ранее в него включали только пестролепестные Дарвиновы тюльпаны).
Последняя существенная ревизия классификации, сформировавшая современный её состав, прошла в 1981 году. В ней впервые появились классы зеленоцветковых и бахромчатых тюльпанов, объединившие сорта разного происхождения по морфологии околоцветника, и были ликвидированы некогда многочисленные и генетически однородные классы Менделевых и Дарвиновых тюльпанов. В результате ревизий 1969 и 1981 годов класс Простых ранних потерял былую однородность и превратился в сборный отряд старых сортов независимо от их происхождения. Особую критику вызвало расформирование всё ещё мощного класса Дарвиновых тюльпанов. Тем не менее, классификация 1981 года оказалась стабильной, и в уточнённой редакции 1996 года действует по сей день. Весной 2018 года Королевская ассоциация объявила об учреждении шестнадцатого класса — короновидных тюльпанов — и предупредила о предстоящей масштабной ревизии классификатора, призванной устранить накопленные противоречия и двусмысленности традиционной схемы.

## Современная классификация

### Раздел I. Раннецветущие тюльпаны

#### Класс 1. Простые ранние
англ. Single Early (SE); нидерл. Enkele vroege tulp (EVT)
Основу этого класса составляют среднерослые (30—40 см) тюльпаны Геснера с относительно небольшими (5—7 см) немахровыми цветками чашевидной или бокаловидной формы, известные с XVIII века. Например, известный с 1750 года и культивируемый с тех пор в неизменном виде сорт 'Keizerskroon' размножается исключительно вегетативно, однако не имеет никаких признаков вырождения. Сроки цветения этих сортов считаются ранними только в сравнении с высокорослыми поздними тюльпанами; в культуре простые ранние сорта цветут позже тюльпана Кауфмана, тюльпана Грейга и многих «ботанических» видов-первоцветов.
С 1969 года класс включает известные с XVII века карликовые сорта расформированного класса Дюк ван Толь. Эта генетически обособленная группа, вероятно, восходит не к тюльпану Геснера, а к тюльпану Шренка (Tulipa suaveolens, синоним Tulipa shrenckii). С 1981 года в класс включены раннецветущие Менделевы тюльпаны, полученные скрещиванием сортов Дюк ван Толь с Дарвиновыми тюльпанами.
В сезоне 2009—2010 годов все сорта этого класса занимали около 4 % площади голландских тюльпановых плантаций. В 2010-е годы доля сорта быстро росла: 7 % в сезоне 2011—2012 годов, более 8 % в сезоне 2013—2014 годов. Особенно успешным оказался новейший сорт 'Candy Prince' (2001) — его плантации за три года выросли c 57 до 125 га.

#### Класс 2. Махровые ранние
англ. Double Early (DE), нидерл. Dubbele vroege tulp (DVT)
Ранние махровые сорта — низкорослые растения 20—25 см высотой. Цветок махрового тюльпана имеет двойной набор листочков околоцветника (отсюда «двойные тюльпаны» западноевропейских языков). Обычные тюльпаны имеют шесть листочков околоцветника (в просторечии лепестков), расположенные двумя концентрическими мутовками. У махровых тюльпанов внутри этих мутовок (там, где у обычного тюльпана расположена завязь) формируется второй шестилепестковый цветок, а между ним и шестью внешними листочками — «вставка» из трёх дополнительных листочков. Механизм этого явления, порождённого мутациями предков махровых сортов, достоверно не известен.
Первые махровые тюльпаны в Европе были описаны Басилиусом Беслером в Hortus Eystettensis в 1613 году. Вплоть до конца XIX века ранние махровые тюльпаны были редки; успешная селекция стала возможной только в XX веке. В современной практике ранние махровые применяются для выгонки в горшках и в культуре открытого грунта. В сезоне 2009—2010 годов все сорта этого класса занимали около 9 % площади голландских тюльпановых плантаций (второе место после тюльпанов Триумф). В 2010-е годы доля класса стабильно снижалась до 7,9 % в сезоне 2013—2014 годов.

### Раздел II. Среднецветущие тюльпаны

#### Класс 3. Триумф
англ. Triumph (T); нидерл. Triomf tulp (TT)
Современные тюльпаны Триумф — восходящие к тюльпану Геснера среднерослые или высокорослые (до 70 см) растения с прочным стеблем и крупным бокаловидным цветком. Благодаря раннему, хорошо предсказуемому сроку цветения они идеально подходят для выгонки в промышленных масштабах. Несколько особняком стоят сорта, перенесённые в класс Триумф из других классов, например старый сорт 'Couleur Cardinal' (известен с 1815 года, в реестре сортов 1939 года считался Простым ранним, в 2010 году занимал 19-е место в списке наиболее популярных сортов), поздние Менделевы тюльпаны, и псевдо-«Рембрандты» вроде 'Holland Queen' (1996) и 'Happy Generation' (1988).
Истоком «настоящих» тюльпанов Триумф послужило собрание гибридных сеянцев, выведенных в 1910-е годы на харлемской фирме Зо́хера. В 1918 году рейнсбургская фирма Зандбергена выкупила их у наследников Зохера, а в 1923 году они поступили в продажу под торговым названием «Триумф». Новинка имела успех, и конкуренты повторили опыты Зохера, получив в результате однородную группу гибридов между простыми ранними, дарвиновыми тюльпанами и старыми сортами классов Бридеров и Коттедж. В 1939 году, после чистки реестра сортов от синонимов и сомнительных культиваров, тюльпаны Триумф были впервые признаны отдельным классом. К 1952 году количество сортов этого класса достигло 518 и стабилизировалось на этом уровне до конца XX века. В 1960-е, 1970-е и 1980-е годы тюльпаны Триумф находились в тени Дарвиновых гибридов. В конце XX века главным приоритетом голландцев стало снижение себестоимости выгонки, и новые сорта Триумф вытеснили с плантаций не столь скороспелых Дарвиновых гибридов. В сезоне 2009—2010 годов тюльпаны Триумф занимали 59 % площади голландских плантаций, в сезоне 2013—2014 годов их доля выросла до 61,4 %. К этому классу принадлежат восемь из десяти наиболее распространённых в 2010-е годы сортов тюльпанов, которые суммарно занимают четверть всех плантаций (2,5 тыс. га). Впрочем, ни один из них не достиг былой популярности лефеберовского 'Apeldoorn' и его спортов, занимавших в 1982 году 1300 га.
В 2014 году в списке 144 сортов, удостоенных премии Award of Garden Merit Королевского садоводческого общества, находились 20 сортов тюльпанов Триумф.

#### Класс 4. Дарвиновы гибриды
англ. Darwin Hybrids (DH), нидерл. Darwin hybride (DHT)
Дарвиновы гибриды — результат целенаправленной гибридизации Дарвиновых тюльпанов с тюльпаном Фостера. Это высокие (до 70 см) тюльпаны, с крупными, высокими, ярко окрашенными цветками. Форма цветка бокаловидная, обычно с тяжеловесным донцем прямоугольной формы, унаследованным от Дарвиновых тюльпанов. Сорта 'Hollands Glorie' (1942) и 'My Lady' (1959) относятся к самым крупным известным тюльпанам, и при этом являются самыми раннецветущими в классе. Дарвиновы гибриды обычно устойчивы к вирусу пестролепестности; по опыту Вильнюсского ботанического сада это самый устойчивый класс из всех классов тюльпана Геснера (1—11). Абсолютное большинство сортов стерильны и размножаются исключительно вегетативно. В их триплоидном кариотипе 36 хромосом: стандартный набор в 24 хромосомы унаследован у тюльпана Геснера, 12 дополнительных хромосом — у тюльпана Фостера. Новые сорта обычно возникают как почковые мутации (спорты) при вегетативном размножении; у Дарвиновых гибридов, особенно у сорта 'Apeldoorn' (1951), это явление наблюдается чаще, чем у сортов других классов.
Традиционные сорта Дарвиновых гибридов — 'Apeldoorn' и его спорты, 'Gudoshnik' (1952), 'Oxford' (1945), 'Parade' (1951) и другие — восходят к одной и той же паре родительских растений, скрещенных в 1936 году Дирком Лефебером. Родителем по линии тюльпана Фостера был сорт лефеберовской селекции 'Madame Lefeber' (он же 'Red Emperor'), родитель по линии тюльпана Геснера достоверно не известен; в позднейших опытах Лефебер использовал сорта селекции Крелаге 'William Copland' (1891) и 'Pride of Haarlem' (1894). Случайно, вопреки ожиданиям селекционера (привлекательные межвидовые гибриды обычно были слабы и неустойчивы), 364 сеянца от этой пары оказались крепкими, жизнеспособными гигантами, а их потомство быстро завоевало голландский рынок. В 1960 году группа, насчитывавшая уже 50 зарегистрированных сортов, была признана самостоятельным классом. В 1960-е, 1970-е, 1980-е и 1990-е годы он доминировал на европейском рынке, а на рубеже XXI века уступил первенство тюльпанам Триумф. В сезоне 2009—2010 годов Дарвиновы гибриды занимали 8 % площади всех голландских тюльпановых плантаций.

### Раздел III. Поздноцветущие тюльпаны

#### Класс 5. Простые поздние
англ. Single Late (SL), нидерл. Enkele late tulp (ELT)
Класc Простых поздних образован в 1981 году слиянием упразднённых классов Дарвиновых тюльпанов, Бридеров и Коттедж за вычетом лилиецветных, зеленоцветковых, пёстрых и бахромчатых сортов. В англоязычной литературе внутри класса иногда выделяется группы высокорослых «французских поздних», или «гибридов Схеперса» — 'Menton' (1971), 'Maureen' (1950) и другие сорта, адаптированные к мягкому климату южной Европы. В класс Простых поздних входят и самые высокорослые сорта тюльпанов (80 см и выше) — 'Temple of Beauty' (1959) и 'El Nino', и самые древние вроде пестролепестного 'Zomerschoon' (1620), и разнообразные многоцветковые сорта. Все эти разнородные группы принадлежат к виду тюльпан Геснера.
Коммерчески доступные простые поздние, особенно тетраплоиды, устойчивы и выносливы, но из-за долгого вегетационного цикла не пригодны для выгонки. Все сорта этого класса занимают менее 4 % площадей голландских плантаций.

#### Класс 6. Лилиецветные
англ. Lilyflowering (L), нидерл. Lelie bloemige tulp (LT)
Цветки тюльпанов этого класса имеют удлинённые листочки околоцветника с заострёнными, отогнутыми наружу кончиками.
В середине XVI века именно лилиецветные тюльпаны, вывезенные из Турции, первыми попали в Западную Европу, но из-за недостаточной выносливости не получили там распространения. Популярность к ним пришла лишь после скрещивания Дарвиновых тюльпанов с так называемым Tulipa retroflexa, впервые описанным в 1874 году (в современной ботанике T. retroflexa считается одичавшей формой тюльпана Геснера). Во второй половине XX века в селекции лилиецветных применялось и скрещивание форм тюльпана Геснера с тюльпаном Грейга.Новые крупноцветковые сорта оказались устойчивыми, выносливыми, и пригодными к выгонке; впрочем, В. А. Хондырев отмечает их подверженность вирусу пестролепестности и низкий коэффициент размножения. Лилиецветные тюльпаны зацветают в середине сезона, после Дарвиновых гибридов, но прежде Дарвиновых тюльпанов и других поздних сортов.

#### Класс 7. Бахромчатые
англ. Fringed (Fr), нидерл. Gefranjerde tulp (FT)
Бахромчатые, или орхидейные тюльпаны, появившиеся как результат случайных мутаций простых тюльпанов классов Коттедж и Дарвиновых тюльпанов — позднецветущие растения среднего или высокого роста с бахромой или игольчатыми выростами по краям листочков околоцветника. Форма цветка может быть и бокаловидной, и лилиецветной, а листочки околоцветника обычно намного жёстче и прочнее, чем у простых сортов.
Первый бахромчатый сорт 'Sundew' известен с 1930 года. Современные сорта — результат целенаправленного воздействия мутагенных факторов. По сравнению с исходными сортами они мельче, прихотливее и менее устойчивы к вирусу пестролепестности, и потому редки в коммерческом цветоводстве. В современной практике они применяются преимущественно в культуре открытого грунта; сорта, выведенные на базе Дарвиновых гибридов, хорошо подходят для выгонки.

#### Класс 8. Зеленоцветковые
англ. Viridiflora (V); нидерл. Viridiflora tulp (VFT)
В класс зеленоцветковых включают тюльпаны с широкими зелёными полосами с внешней стороны листочков околоцветника. Листочки околоцветника, у обычных тюльпанов сходные с настоящими лепестками, у зеленоцветковых тюльпанов более сходны с зелёными чашелистиками. Сорта этого класса — результат намеренного воздействия мутагенных факторов. Также, как и бахромчатые тюльпаны, они уступают своим прародителям в росте, выносливости и чаще поражаются вирусом пестролепестности.
На момент создания класса в него входили 32 зарегистрированных сорта. В сезоне 2013—2014 годов в Нидерландах коммерчески выращивали всего 21 сорт этого класса; самые массовые сорта 'Spring Green' (1969) и 'Groenland' (1955) занимали, вместе взятые, всего 15 га.

#### Класс 9. Рембрандт
англ. Rembrandt (R)
По замыслам составителей классификации 1914—1915 и 1939 годов в класс Рембрандт должны были входить пестролепестные (то есть поражённые вирусом) формы Дарвиновых тюльпанов. Несколько десятилетий спустя пестролепестные тюльпаны всех классов были изгнаны с коммерческих плантаций, старые сорта были утрачены, и в редакции 1981 года класс объединил все три сорта, сохранившиеся в культуре. Растения массово уничтожались и за пределами Нидерландов, не только в коммерческих хозяйствах, но даже в ботанических садах.
В XXI веке класс фактически прекратил существование. В Нидерландах культивирование настоящих (заражённых вирусом) пестролепестных тюльпанов запрещено и давно искоренено, исключение было сделано лишь для исторических коллекций вроде Hortus Bulborum. В голландской статистике за сезон 2013—2014 годов нет ни одного «Рембрандта», нет их и в списке премии Award of Garden Merit. Сорта 'Holland Queen' (1996), 'Happy Generation' (1988) и другие, которые продаются как «Рембрандты», в действительности принадлежат к классу Триумф.

#### Класс 10. Попугайные
англ. Parrot (P), нидерл. Parkiet tulp (PT)
По формальному определению классификатора попугайные тюльпаны — «Среднерослые растения. Цветок обычно крупный и широко открытый, с разрезными листочками околоцветника». Листочки эти могут иметь любую форму, кроме нормальной: разрезную, скрученную винтом, волнистую или измятую. Самый крупноцветковый попугай, лефеберовский 'Giant Parrot' (1972), выведен на основе тюльпана Грейга и ранее относился в класс 14; в 2014 году он относится к классу попугайных. Из-за неестественно тяжёлых бутонов и цветков все попугайные тюльпаны часто страдают от непогоды, поэтому их следует сажать только в местах, защищённых от ветра.
В сезоне 2009—2010 годов сорта этого класса занимали около 4 % площади голландских тюльпановых плантаций. Два самых популярных сорта, 'Rococo' (1942) и 'Super Parrot' (1998) в сезоне 2013—2014 годов занимали, соответственно, площади в 65 и 47 га.

#### Класс 11. Махровые поздние
англ. Double Late (DL), нидерл. Dubbele late tulp (DLT)
Махровые поздние, в отличие от махровых ранних — тюльпаны среднего или высокого роста, обычно с характерной пионовидной формой цветка. В XVII—XIX веках поздние махровые были редкостью; вероятно, поэтому их немногочисленные сорта столетиями сохранялись в неизменном виде. Попытки скрещивания махровых сортов с простыми тюльпанами всегда давали простое потомство; впрочем, поздний махровый сорт 'Murillo' (1860) оказался необычно склонным к почковым мутациям и породил 139 зарегистрированных сортов-спортов. Интенсивная селекция в этом классе началась лишь в XX веке, на базе сортов группы Триумф.
В сезоне 2009—2010 годов сорта этого класса занимали около 4 % площади голландских тюльпановых плантаций.

### Раздел IV. Другие виды, их разновидности и гибриды

#### Класс 12. Тюльпаны Кауфмана
англ. Kaufmanniana (K), нидерл. Kaufmanniana (KAUF)
Тюльпан Кауфмана привлёк внимание селекционеров чрезвычайно ранними сроками цветения и разнообразием окраски цветков, которые у него бывают белыми, жёлтыми, красными в различных вариациях. Садовые сорта тюльпана Кауфмана имеют рост от карликового до среднего (высота цветоноса от 8 до 32 см, обычно 15—20 см). Цветок, в бутоне имеющий вид бокала или чаши высотой 6—8 см, широко раскрывается в форме звезды. Первоцвет, цветение обычно наступает на две-три недели раньше Дарвиновых гибридов. Примерно половина известных в 1980-е годы сортов имела листья с красными или фиолетовыми полосами, вероятно, вследствие скрещивания с Тюльпаном Грейга. Из-за низкого роста тюльпаны Кауфмана мало пригодны для срезки, но хорошо подходят для выгонки в горшках и контейнерной культуры открытого грунта. Растения, по мнению В. А. Хондырева, практически не поражаются вирусом пестролепестности, по мнению Ю. К. Шварцса — поражаются, но «не так часто, как тюльпаны других классов».
Природные формы и первые культурные сорта этого вида отличаются слабой наклонностью к вегетативному размножению. В середине XX века селекционеры преодолели эту проблему и создали целый класс устойчивых, охотно размножающихся сортов с коэффициентом размножения от 2,9 до 3,8. В 1961 году их насчитывалось 116, в 1981 году 160, но лишь 57 из них было включено в официальный реестр. В сезоне 2013—2014 года в Голландии коммерчески выращивали 22 сорта этого класса; самые популярные сорта 'Giuseppe Verdi' (1955), 'Showwinner' (1966) и 'Stresa' (1942) занимали площади около 6 га каждый.

#### Класс 13. Тюльпаны Фостера
англ. Fosteriana (F), нидерл. Fosteriana (FOST)
Дикорастущий тюльпан Фостера — один из самых крупноцветковых тюльпанов. При высоте растения от 15 до 50 см лепестки цветка в природе достигают 18 см в длину и 8,5 см в ширину. Цветки имеют уникальную для тюльпанов форму двойной чаши: внутренние лепестки образуют высокий, сомкнутый цилиндр, а внешние отгибаются в стороны примерно на половине высоты цветка. Природные формы и многие, но далеко не все, культурные сорта абсолютно устойчивы к вирусу пестролепестности. Гибриды тюльпана Фостера с Дарвиновыми тюльпанами образуют класс 4 (Дарвиновы гибриды), внутривидовые сорта тюльпана Фостера и их гибриды с тюльпаном Грейга и другими видами — класс 13 современной классификации.
Растение, обнаруженное в 1904 году агентами фирмы Тубергена в Бухаре, быстро вошло в культуру. Уже в 1905 году его образцы с успехом выставлялись в Великобритании. Необычно крупноцветковый вид сразу привлёк внимание селекционеров; основа современной номенклатуры сортов была заложена в 1930-е и 1940-е годы. В англоязычной литературе старые сорта тюльпанов Фостера известны под собирательным именем Emperors («Императоры»). Некоторые из их, в порядке исключения, имеют по два названия — нормальное и «императорское»: 'Madame Lefeber' (1931) = 'Red Emperor', 'Purissima' (1943) = 'White Emperor', 'Solva' (1940) = 'Pink Emperor'. Существуют и «императоры» без альтернативных имён: 'Golden Emperor' (1957), 'Orange Emperor' (1962).
В 2010-е годы плантации, занимаемые тюльпанами Фостера, стабильно сокращались и в сезоне 2013/2014 годов составляют менее 1 %. Почти половину этих площадей занимает единственный сорт, 'Purissima' (1943).

#### Класс 14. Тюльпаны Грейга
англ. Greigii (G), нидерл. Greigii (GREIG)
Дикорастущий в Средней Азии тюльпан Грейга — изменчивое растение. Цветки, обычно оранжево-красные, могут быть и тёмно-красными, оранжевыми, жёлтыми или кремовыми. В одной и той же популяции у одних растений цветок расположен низко, в розетке листьев, у других — на высоком, до 50 см, цветоносе. Известны природные формы до 70 см высотой, природные махровые и белоцветковые формы и природные гибриды с тюльпаном Кауфмана. Непременная особенность всех форм и гибридов, природных и культурных — узор из тёмно-красных продольных полос, штрихов и пятен на листьях. В культуре тюльпаны Грейга цветут рано, но позже тюльпана Кауфмана. К этому классу принадлежит тюльпан с самым крупным цветком — 'Orange Giant Sunset' (2008). При высоте стебля в 20—30 см высота цветка этого сорта составляет 20—25 см.
В 2013—2014 годах в голландских хозяйствах культивировалось 97 сортов этого класса, в совокупности занимавших около 1 % площади плантаций.

#### Класс 15. Другие виды, их разновидности и гибриды
англ. Other species; нидерл. Andere Species (SPC, OS)
C 1969 года в эту категорию включаются все виды, разновидности и сорта тюльпанов, не относящиеся к видам тюльпан Геснера, тюльпан Кауфмана, тюльпан Фостера и тюльпан Грейга или к их гибридам. Это сборная группа растений разной высоты (от карликовых до среднерослых, редко высокорослых), применяемых в культуре открытого грунта. В торговле луковицами вместо неудобного «прочие виды» обычно используется синоним «ботанические тюльпаны».
В 2014 году в списке 144 сортов, удостоенных премии Award of Garden Merit Королевского садоводческого общества, находились 25 «ботанических» форм — больше, чем какого-либо другого класса. Большинство из них коммерчески выращивается на площадях, не превышающих одного гектара; существенные площади занимают лишь тюльпан превосходящий (17,5 га в сезоне 2013—2014 годов), тюльпан поздний (10 га), и тюльпан туркестанский (5,6 га). Дикорастущие виды активно используются в селекции — как для выведения культурных форм этих видов, так и для гибридизации с «обычными» садовыми тюльпанами.

## Класс короновидных тюльпанов
В 2018 году голландской Королевской ассоциацией по луковичным культурам был официально выделен новый класс — Короновидные тюльпаны (Coronet Group). В него вошли сорта содержащие мутацию «короновидного цветка». Она проявляется в виде специфического строение листочков околоцветника. Они обладают более кожистой структурой и деформированы в форме носика заварочного чайника. Эталонный сорт 'Picture', мутант простого позднего тюльпана 'Princess Elizabeth', был зарегистрирован ещё в 1949 году, и до 1992 года был единственным в своём роде короновидным тюльпаном. В 1990-е и 2000-е годы селекционеры активно вели поиск новых устойчивых короновидных форм; по состоянию на август 2018 года класс короновидных тюльпанов насчитывает 11 зарегистрированных сортов.
Новый класс используется при регистрации сортов голландской Королевской ассоциацией по луковичным культурам, несмотря на то, что обновленной редакции классификации сортов ещё не выпущено.

## Упразднённые и непризнанные классы

### Дюк ван Толь
нидерл. Duc van Tol, реже Duc van Thol
Дюк ван Толь — древнейшая группа сортов европейской селекции, полученная отбором сеянцев турецких сортов, и известная под этим названием с конца XVI века. Это карликовые, 15—20 см ростом, раннецветущие тюльпаны, восходящие не к тюльпану Геснера, но к тюльпану Шренка (Tulipa suaveolens). Цветы собственно сорта 'Duc van Tol' (1595) — красные с жёлтой каймой, существуют также жёлтые, розовые и пурпурные формы. Сорт получил название в честь лейденского нотариуса и цветовода-любителя Мартинуса ван Толя (умер в 1637). «Герцогами» (Duc), по имени аудкарспельского цветовода Адриана Дюйка, в тогдашней Голландии называли все ранние красные тюльпаны с жёлтой каймой; реального же «герцога ван Толя» никогда не существовало.
В XXI веке тюльпаны Дюк ван Толь выращиваются лишь в немногих ботанических садах и исторических коллекциях.

### Бридеры
англ. Breeders
Бридеры, или Бридеровы тюльпаны — старые сорта тюльпана Геснера с простой формой и тёмной окраской цветков, выведенные в XVII—XIX веках. Английское breeders в этом контексте обозначало «доноры», «племенной материал»: эти тюльпаны служили основой для создания пестролепестных сортов. После заражения вирусом пестролепестности основной, тёмный цвет лепестков и светлый цвет донца смешивались в причудливом рисунке. До открытия механизма передачи вируса (1928) пестролепестность ежегодно поражала один-два тюльпана из сотни; редкость и непредсказуемость явления диктовали высокие цены на пёстрые сорта и побуждали цветоводов закладывать всё больше и больше посадок бридеров.
Все одноцветные бридеры (около 250 сортов), в соответствии со своим предназначением, имели тёмно-красную, пурпурную или фиолетовую, редко коричневую или бронзовую, «с копотью», окраску цветка с белым или жёлтым донцем. Голландские бридеры имели на донце цветка характерные синие, зелёные или чёрные пятна; в сортах английских бридеров, выведенных из голландских сортов во второй половине XIX века, пятна на донце не допускались. Бридеры делились по цвету на категории Rose (тёмно-розовые с белым донцем), Bizarre («бизарр», красные или коричневые с жёлтым донцем) и Bybloemen («библиомен» или «библоэмен», пурпурные, иногда с синевой, с белым донцем). Классификация 1917—1952 годов признавала шесть классов бридеров: одноцветные Английские, Голландские, Дарвиновы тюльпаны и производные от них Пёстрые Английские, Пёстрые Голландские и Рембрандт. В 1952—1969 годах одноцветные Английские и Голландские бридеры были объединены в один класс, а пёстрые разделены по цвету на «Рембрандтов», «бизарров» и «библоэменов».
Большинство бридеров, в том числе все тёмно-коричневые сорта, безвозвратно утрачены в XX веке. В 1969 году классы бридеров были упразднены; в классификации 1996 года сохранившиеся одноцветные бридеры относятся к классу Простые поздние.

### Дарвиновы тюльпаны
англ. Darwin Tulips
Дарвиновы тюльпаны — группа высокорослых (60—70 см), ярко окрашенных поздних сортов тюльпана Геснера. Цветки их имеют широкое плоское, а не сферическое донце; очертание цветка в профиль не чашеобразное, но прямоугольное. У истока этой группы сортов находилась формировавшаяся десятилетиями опытная коллекция из северной Франции. В 1885 году коллекцию приобрела харлемская фирма Крелаге. Четыре года спустя Крелаге, заручившись согласием наследников Чарльза Дарвина, начали продавать новые сорта под торговым названием «Дарвиновы тюльпаны». В то время в цветоводстве происходил поворот от выращивания штучных пестролепестных тюльпанов к массовым посадкам однотонных сортов, и новые сорта с высокими, крепкими цветоносами как нельзя лучше подходили для этой задачи. Англичане голландскую новинку приняли, пусть и не сразу, и в силу традиции причислили её к «высокому» (в отличие от «низкого» класса Коттедж) кругу бридеров. В классификации 1917 года они были выделены в отдельный класс раздела бридеров с пометкой «жёлтый цвет и жёлтые тона не допускаются»: такая окраска делала тюльпан непригодным для «выведения» пестролепестных форм. В классификации 1939 года это ограничение было снято.
После Второй мировой войны Дарвиновы тюльпаны были вытеснены из коммерческих хозяйств своими потомками — Дарвиновыми гибридами и тюльпанами Триумф. В 1981 году класс был упразднён, а его сорта включены в сборный класс Простые поздние.

### Менделевы тюльпаны
англ. Mendel Tulips
Менделевы тюльпаны были выведены фирмой Крелаге в 1910-е годы скрещиванием Дарвиновых тюльпанов с тюльпанами Дюк ван Толь. Первые образцы нового класса цвели в 1915 году, а экспонировались в 1921 году. От Дарвиновых тюльпанов они унаследовали внешний облик, от тюльпанов Дюк ван Толь — скороспелость, и потому были востребованы в коммерческом цветоводстве. Так же, как и Дарвиновы тюльпаны, они вышли из моды в 1960-е годы. В современной классификации сохранившиеся сорта Менделевых тюльпанов относятся, в зависимости от сроков цветения, к классам Простых ранних или Триумф.

### Коттедж
англ. Cottage Tulips
Английские цветоводы первой половины XX века называли «деревенскими» или «простонародными» тюльпанами (cottage tulips) все сорта, которые не удовлетворяли запросам ценителей бридеров и пёстрых тюльпанов, но всё же считались пригодными для украшения сада. В эту категорию попадали, например, все лишённые антоциана и потому не способные служить бридерами белые и жёлтые сорта, и все лилиецветные сорта — и обычные, и ретрофлексы. После многочисленных ревизий группа Коттедж была разделена на современные классы простых поздних, лилиецветных, зеленоцветковых и бахромчатых тюльпанов.

### Тюльпаны Баталина, Тубергена и Эйхлера
Три класса для культиваров этих видов были введены в реестре сортов 1960 года одновременно с классами тюльпанов Фостера, Кауфмана и Грейга; всего в составе этих шести классов тогда насчитывалось 437 сорта. Тюльпаны Баталина, Тубергена и Эйхлера оказались неустойчивыми в культуре открытого грунта; тем более они были непригодны к выгонке. Селекционеры и промышленники потеряли к ним интерес, и в реестре 1969 года эти классы были упразднены, а включенные в них сорта перемещены в класс прочих видов и разновидностей. В XXI веке были упразднены и сами названия этих видов:
- Тюльпан Баталина (Tulipa batalinii Regel 1889) ныне считается синонимом Tulipa linifolia Regel 1884[84];
- Тюльпан Тубергена (Tulipa tubergeniana Hoog 1904) — синоним Tulipa ingens Hoog 1902[85];
- Тюльпан Эйхлера (Tulipa eichlerii Hoog 1904) — синоним Tulipa undulatifolia var. undulatifolia Boiss. 1844[86];

Сорта тюльпана Баталина по-прежнему культивируются под старым ботаническим названием. Вся группа сортов Tulipa linifolia (Batalinii) и два входящих в неё сорта ('Bright Gem', 'Red Hunter') удостоены премии Award of Garden Merit Королевского садоводческого общества.

### Многоцветковые тюльпаны
Многоцветковые или «букетные» (англ. Bouquet tulip) тюльпаны, как следует из названия, дают несколько цветков из одной луковицы. Этим свойством обладают многие виды и их садовые культивары, но не тюльпан Геснера; долгое время в пределах этого вида были известны лишь редкие, непредсказуемые случаи многоцветковости. Относительно часто, но непредсказуемо она наблюдалась в старых сортах 'Murillo' (1860) и 'Proserpine' (1875). Одним из первых многоцветковых сортов тюльпана Геснера был 'Русский богатырь' А. И. Тютюнникова (1923), но и у него многоцветковость наблюдалась лишь в отдельных отборных луковицах. Современные стабильно многоцветковые сорта появились лишь в последней четверти XX века. Цветоводы неоднократно пытались убедить Королевскую ассоциацию по луковичным культурам ввести для многоцветковых тюльпанов отдельный класс, но этот класс так и не появился. Сорта, продаваемые как многоцветковые, по-прежнему относятся к одному из пятнадцати признанных классов (обычно Триумф или Простые поздние).

## Комментарии
1. ↑  На упаковках луковиц классы тюльпанов указываются текстом; цифры на упаковках не имеют отношения к классификации. Цифры, разделённые косой чертой, обозначают размер луковицы, измеренный в сантиметрах по окружности: для тюльпана Геснера размеры 11/12 и выше предназначены для выгонки, размер 10/11 — для розничной продажи, размеры от 7/8 до 9/10 — для доращивания (обычно луковицы такого размера уже способны цвести)[5]. Одиночные цифры, помещённые на видном месте, обозначают условную ценовую группу товара.
2. ↑  Нидерланды — абсолютный лидер в выращивании луковичных. В 2005 году в стране были сосредоточены 65 % учтённых мировых посадок луковичных культур. Примерно 55 % голландских плантаций, или 10 тысяч га, занято тюльпанами. Страна ежегодно производит 4 млрд луковиц тюльпанов[27], контролирует 92 % поставок луковиц на мировой рынок и фактически определяет набор сортов, доступных цветоводческим хозяйствам и цветоводам-любителям по всему миру.
3. 1 2  Листочки околоцветника («лепестки») тюльпана не дифференцируются на собственно лепестки и чашелистики. Внешне они, за редким исключением, сходны с настоящими лепестками. В научной литературе применительно к тюльпану применяется только термин «листочки околоцветника».
4. ↑  В английской и, в гораздо меньшей степени, в голландской и французской практиках XIX века выведение пестролепестных тюльпанов из одноцветных бридеров считалось «высокой» стороной цветоводства, в отличие от «низкого», обыденного декоративного цветоводства. Развитие и угасание этой практики подробно описаны в Pavord, 2014.
5. ↑  Белые, жёлтые и «чёрные» (тёмно-фиолетовые) сорта поражаются пестролепестностью так же, как и все другие, но характерный пёстрый рисунок на их цветках трудно различим[83].
6. ↑  Бочанцева, 1962, с. 351—394 подробно рассматривает механизмы многоцветковости и способы её стимулирования в культуре на примере тюльпанов Грейга, Микели, Фостера и избранных сортов тюльпана Геснера..
7. ↑  'Murillo' — уникально изменчивый, склонный к мутациям сорт. Его спорты дали начало десяткам зарегистрированных сортов.